# 조선민주주의인민공화국의 백과사전
조선민주주의인민공화국의 백과사전(朝鮮民主主義人民共和國의 百科事典)에는 《조선대백과사전》, 《경제사전》, 《력사사전》, 《정치사전》, 《철학사전》 등이 있다. 다른 나라에서 인터넷을 통하여 카피레프트로 공개되어 있다.

## 참고 문헌
‘()’안의 내용은, 대한민국에서 이들 서적을 출간한 출판사와 연도를 의미한다.
- 사회과학원 주체 경제학연구소, 《경제사전》, 사회과학출판사, 1985. (이성과 현실사, 1988.)
- 사회과학원 력사연구소, 《력사사전》, 사회과학출판사, 1972.
- 사회과학출판사, 《정치사전》, 사회과학출판사, 1973.
- 사회과학원 철학연구소, 사회과학출판사 철학사전편집조 편, 《철학사전》, 사회과학출판사, 1985. (힘, 1988.)

## 관련 틀
- 틀:사회과학출판사의 철학사전
- 틀:사회과학출판사의 정치사전